# Madupit
Madupite sind recht seltene magmatische, zu den Lamproiten gehörende Gesteine. Sie stammen aus dem Oberen Erdmantel und zeichnen sich durch ihren ultrapotassischen Charakter aus.

## Etymologie

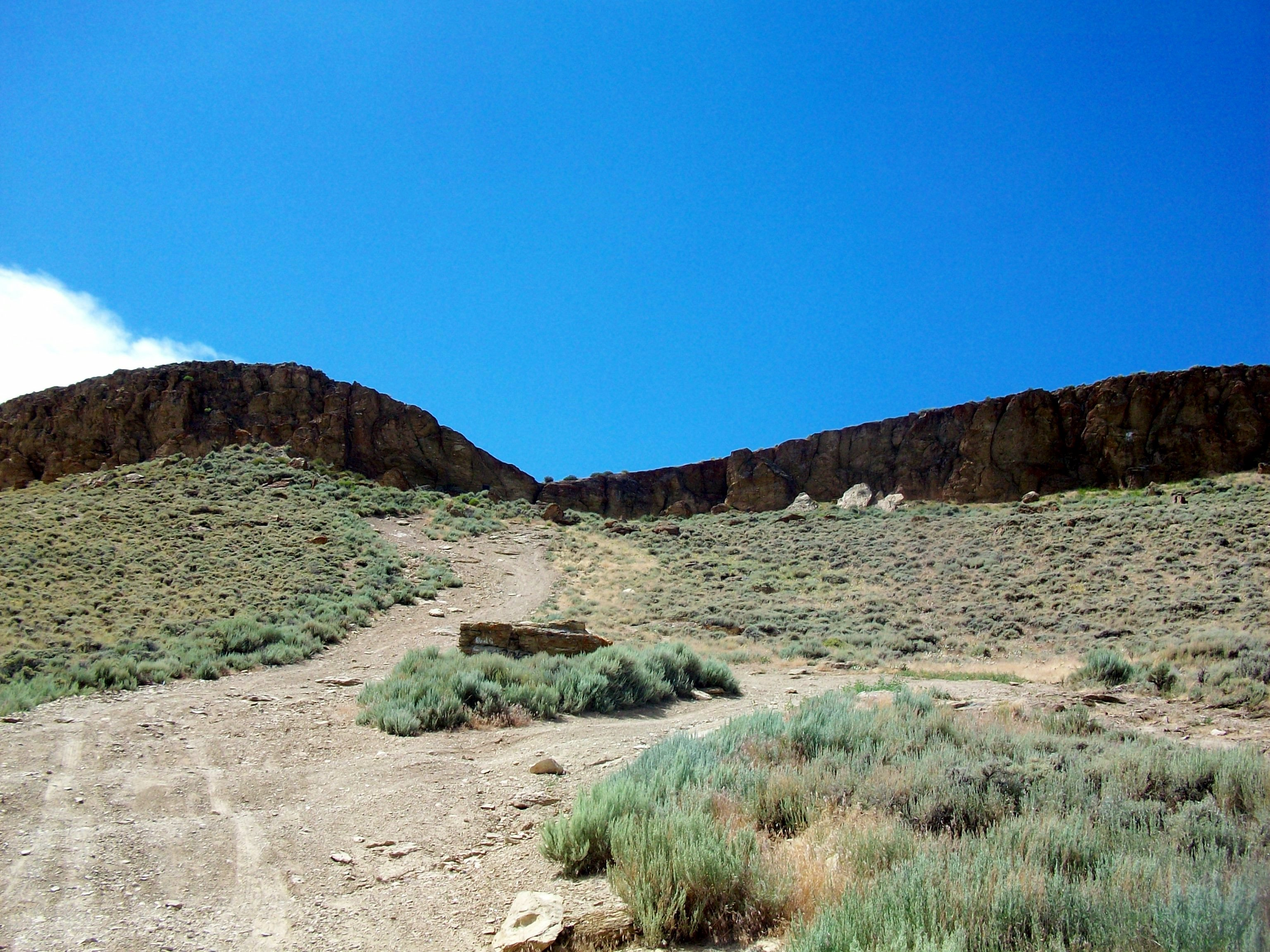
Der Madupit von der Typlokalität auf dem Pilot Butte von Westen

Das Wort Madupit ist von madúpa abgeleitet, einem Wort aus der Sprache der Shoshone mit der  Bedeutung süßes Wasser. Diese indianische Bezeichnung bezieht sich auf das Sweetwater County im Südwesten von Wyoming, in dem sich die Typlokalität (Pilot Butte in den Leucite Hills) des subvulkanischen Gesteins befindet.

## Erstbeschreibung
Der Madupit wurde im Jahr 1897 erstmals von Charles Whitman Cross wissenschaftlich beschrieben.

## Mineralogie
Cross hatte damals das Gestein noch als eine melanokrate Varietät des Leucitits angesehen, welche im Wesentlichen aus Diopsid- und Phlogopit-Phänokristallen bestand. Die glasige Grundmasse ähnelte in ihrer Zusammensetzung den  Mineralen Nephelin und Leucit.

### Madupit-Lamproite
Im Zuge der Neudefinition der Lamproite wird Madupit jetzt als Diopsid-Madupit-Lamproit bezeichnet. Die Madupit-Lamproite bzw. madupitischen Lamproite bilden neben den Übergangs-Madupit-Lamproiten und den Phlogopit-Lamproiten eine eigene Gruppe innerhalb der Lamproite.  Im Unterschied zu den Phlogopit-Lamproiten, die sich durch Phänokristalle von Phlogopit auszeichnen, befindet sich bei den Madupit-Lamproiten der poikilitische Phlogopit auch in der Grundmasse. Zu den Madupit-Lamproiten gehören neben dem Madupit noch der Jumillit, ein Olivin-Diopsid-Richterit-Madupit-Lamproit, und der Wolgidit, ein Diopsid-Leucit-Richterit-Madupit-Lamproit. Zu den Übergangs-Madupit-Lamproiten sind sie geochemisch verwandt, führen aber mineralogisch  im Unterschied zu diesen keine Leucit-Phänokristalle.
Madupite sind mit Orenditen und Wyomingiten verwandt und auch assoziiert, haben aber eine basischere Zusammensetzung und unterscheiden sich durch ihre Radioisotopenverhältnisse.

### Haupt- und Spurenelemente
| Oxid Gewichtsprozent | Madupit Bandbreite | Madupit Badger’s Teeth | Madupit Pilot Butte | Madupit Middle Table Mountain | Spurenelement ppm | Madupitit Bandbreite | Madupit Badger’s Teeth | Madupit Pilot Butte | Madupit Middle Table Mountain |
| -------------------- | ------------------ | ---------------------- | ------------------- | ----------------------------- | ----------------- | -------------------- | ---------------------- | ------------------- | ----------------------------- |
| SiO2                 | 43,6–47,4          | 41,9–43,9              | 41,4–45,3           | 47,4–48,3                     | Cr                | 463–559              | 469–489                | 444–560             | 408–415                       |
| TiO2                 | 2,3–2,5            | 2,16–2,29              | 2,05–2,28           | 2,37–2,55                     | Ba                | 4950–9750            | 8171–12500             | 7212– 11690         | 6451–8453                     |
| Al2O3                | 7,7–9,1            | 7,72–8,36              | 7,20–7,64           | 8,63–9,12                     | Sr                | 4198–6003            | 5250–6223              | 3814–7233           | 2965–3051                     |
| Fe2O3                | 5,9–6,7            | 5,58–5,94              | 5,89–6,41           | 4,61–4,72                     | V                 | 50–110               | 65–129                 | 21–109              | 114–119                       |
| FeO                  |                    |                        |                     |                               | Ni                | 175–209              | 109–148                | 104–161             | 115–156                       |
| MnO                  | 0,099–0,125        | 0,09–0,11              | 0,12–0,13           | 0,8-0,10                      | Co                | 26–30                | 24–27                  | 26–30               | 24–25                         |
| MgO                  | 8,9–10,5           | 9,3–10,5               | 10,6–12,2           | 8,87–9,09                     | Cu                |                      | 28–38                  | 37–45               | 28–39                         |
| CaO                  | 8,5–11,7           | 10,0–12,3              | 11,0–12,7           | 8,78–9,34                     | Zn                |                      | 64–97                  | 68–116              | 61–115                        |
| Na2O                 | 0,8–1,0            | 0,90–1,23              | 0,48–1,67           | 0,96–1,08                     | Rb                | 187–233              | 31–52                  | 26–120              | 47–80                         |
| K2O                  | 7,6–10,2           | 4,74–8,14              | 5,13– 8,69          | 7,29–9,57                     | Nd                | 259–325              | 286–300                | 265–300             | 200–208                       |
| P2O5                 | 1,8–3,0            | 2,84–3,01              | 1,63–2,39           | 1,30–1,60                     | Zr                | 1210                 | 140–788                | 253–850             | 737–808                       |
| LOI                  |                    | 5,42–9,05              | 4,48–6,96           | 4,48–6,79                     | Pb                | 57                   | 31–52                  | 26–120              | 47–80                         |
| K/Na                 | 6,73–7,14          | 3,47–4,36              | 3,43–7,08           | 4,99–5,84                     |                   |                      |                        |                     |                               |
| K/Al                 | 1,07–1,21          | 0,66–1,05              | 0,77–1,23           | 0,91–1,14                     |                   |                      |                        |                     |                               |
| (Na+K)/Al            | 1,22–1,39          | 0,86–1,30              | 0,88–1,59           | 1,10–1,33                     |                   |                      |                        |                     |                               |

Quellen: Mirnejad und Bell (2006) sowie Vollmer und Kollegen (1984).
Die Madupite gehören zu den Alkaligesteinen. Sie sind überwiegend peralkalisch mit (Na+K)/Al>1, meistens auch perpotassisch mit K/Al>1 und ultrapotassisch mit K/Na>3. Sie sind ferner siliciumarme, mafische bis ultramafische Gesteine mit zum Teil sehr hohem MgO- und CaO-Gehalt. Ihre Al2O3-Werte sind niedrig. Ihr Gesamteisen ist höher als bei den Phlogopit-Lamproiten.
Bei den Spurenelementen zeigen sie im Vergleich zu anderen Lamproiten  Anreicherungen an Barium, Strontium, Thorium und an Seltenen Erden, insbesondere an LREE. Abgereichert ist Nickel und ihr K/Rb-Verhältnis ist niedrig. Gegenüber den Phlogopit-Lamproiten sind LILE und HFSE erhöht. Wie bei anderen Lamproiten befinden sich negative Spikes bei Niobium, Tantal und Titan.
Laut Mitchell und Bergman 1991 lassen diese Befunde vermuten, dass Madupite von Phlogopit-Lamproiten abgeleitet sind.

### Isotopenverhältnisse
| Isotopen    | Badger’s Teeth  | Pilot Butte     | Middle Table Mountain |
| ----------- | --------------- | --------------- | --------------------- |
| 87Sr/86Sr   | 0,70534–0,70551 | 0,70545–0,70563 | 0,70551               |
| 143Nd/144Nd | 0,51197–0,51204 | 0,51208–0,51211 | 0,51206–0,51209       |
| 206Pb/204Pb | 17,436–17,457   | 17,542–17,583   | 17,534–17,535         |
| 207Pb/204Pb | 15,473–15,484   | 15,489–15,508   | 15,491–15,496         |
| 208Pb/204Pb | 37,272–37,463   | 37,480–37,523   | 37,501–37,512         |
| δ18O        | 8,21–8,37       | 8,66–8,93       | 8,80–8,86             |

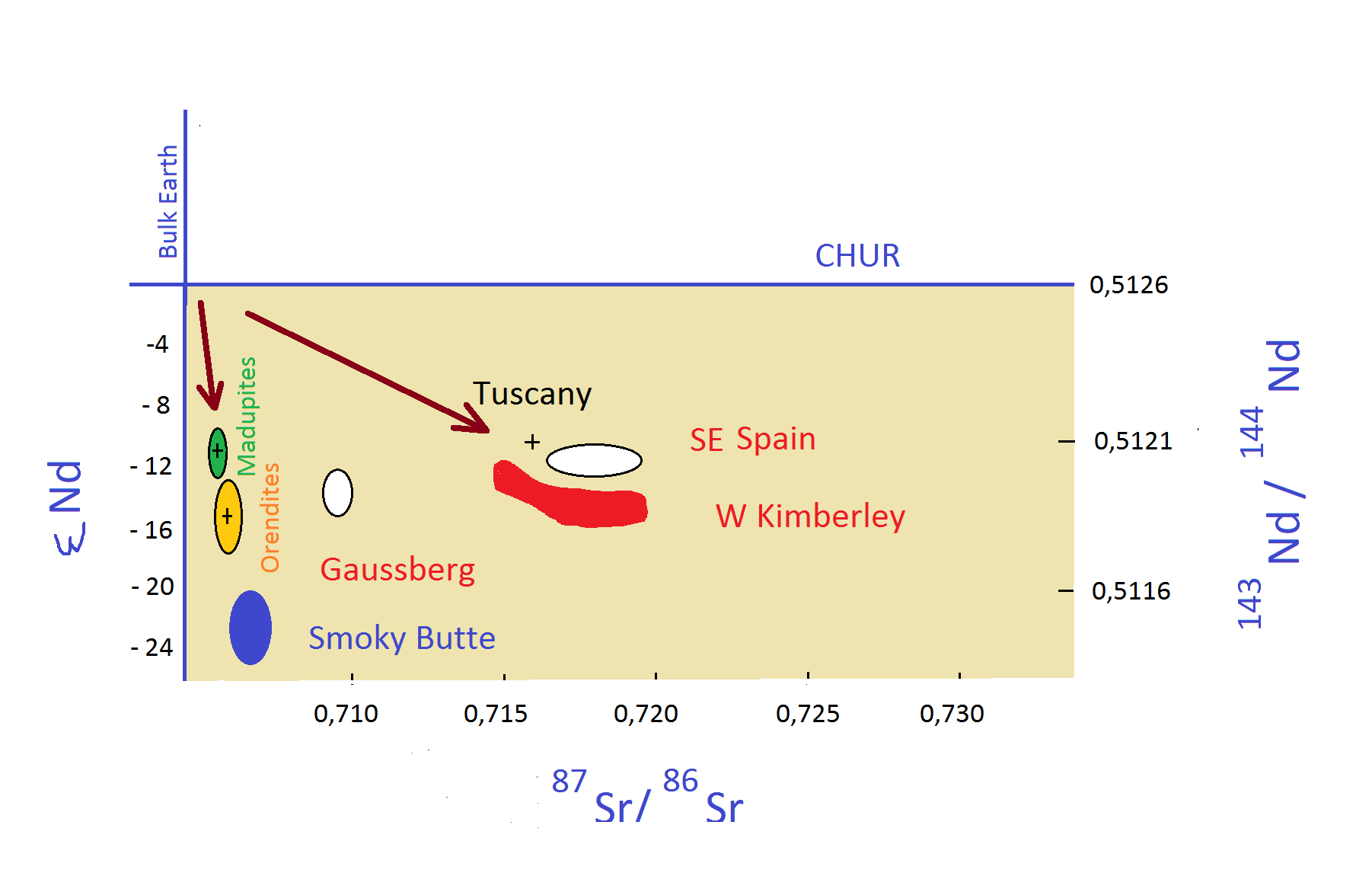
Neodym-Strontium-Isotopendiagramm mit der Position verschiedener Lamproite

Bei den Isotopenverhältnissen setzen sich Madupite bzw. Madupit-Lamproite ebenfalls deutlich von den Phlogopit-Lamproiten (bzw. Orenditen) ab und zeigen höhere 143Nd/144Nd- und etwas niedrigere 87Sr/86Sr-Verhältnisse. Ihre Bleiisotopenverhältnisse liegen generell etwas höher. Im Isotopendiagramm 143Nd/144Nd gegenüber 87Sr/86Sr kommen Madupit-Lamproite im angereicherten Quadranten zu liegen, genau wie alle anderen Lamproite. Generell lassen sich zwei Trends erkennen: ein steiler, an 87Sr/86Sr verarmter Trend und ein flacher Trend in Richtung 87Sr/86Sr –reicher Krustenkomponente. Am steilen Trend liegen die Madupit- und Phlogopit-Lamproite der Leucite Hills sowie die Lamproite  von Smoky Butte, wobei Smoky Butte extrem an ϵ Nd und an den Bleiisotopen abgereichert ist. Dem flachen Trend folgen die Lamproite der Toskana, Südostspaniens und Westaustraliens. Der Lamproit vom Gaußberg in der Antarktis nimmt eine Mittlerstellung ein.

## Vorkommen
- Vereinigte Staaten von Amerika:
  - Wyoming:
    - Badger’s Teeth, Leucite Hills – Übergangs-Madupit-Lamproit
    - Middle Table Mountain, Leucite Hills – Übergangs-Madupit-Lamproit
    - Pilot Butte, Leucite Hills (Typlokalität) – Madupit-Lamproit